# Terrence Mandaza
Terrence Mandaza (* 29. August 1984 in Gokwe) ist ein simbabwischer Fußballspieler.

## Karriere

### Verein
Terrence Mandaza erlernte das Fußballspielen in der Jugendmannschaft von Banket United in Simbabwe. 2004 unterschrieb er einen Vertrag beim Dynamos FC in Harare. Die Mannschaft spielte in der ersten Liga des Landes, der Premier Soccer League. 2007 ging er nach Botswana. Hier unterzeichnete er in Francistown einen Vertrag beim TaSC Francistown. Nach einer Saison wechselte er Mitte 2008 zum Township Rollers FC. Mit dem Verein aus Gaborone spielte er in der ersten Liga, der Botswana Premier League. 2010 feierte er mit dem Klub die Meisterschaft. Nach der Meisterschaft zog es ihn nach Südafrika. Hier unterschrieb er einen Vertrag bei den Platinum Stars in Mahikeng. Mit den Stars spielte er in der höchsten Liga, der Premier Division. Nach zwei Jahren verpflichtete ihn der in Pietermaritzburg beheimatete Ligakonkurrent Maritzburg United. Nach Asien zog es ihn Mitte 2015. Hier unterschrieb er einen Vertrag bis Jahresende beim Chiangmai FC. Der Verein aus Chiangmai spielte in der zweiten Liga, der Thai Premier League Division 1. Anfang 2016 kehrte er nach Botswana zu seinem ehemaligen Verein Township Rollers zurück. 2017 feierte er mit den Rollers seine zweite Meisterschaft. Jwaneng Galaxy FC, ein Erstligist aus Jwaneng nahm ihn Mitte 2017 unter Vertrag. Nach nur einem Jahr unterschrieb er Mitte 2018 einen Vertrag bei den Mochudi Centre Chiefs in Gaborone.

### Nationalmannschaft
Terrence Mandaza spielte von 2010 bis 2012 viermal in der Nationalmannschaft von Simbabwe.

## Erfolge
Township Rollers FC
- Botswana Premier League: 2010, 2017